# Marc Guiu
Marc Guiu Paz (sinh ngày 4 tháng 1 năm 2006) là một cầu thủ bóng đá chuyên nghiệp người Tây Ban Nha hiện đang thi đấu ở vị trí tiền đạo cắm cho câu lạc bộ Sunderland tại Premier League dưới dạng cho mượn từ Chelsea.

## Sự nghiệp câu lạc bộ

### Barcelona
Sinh ra tại Granollers, Barcelona, Catalunya, Tây Ban Nha, Guiu bắt đầu sự nghiệp của mình trong màu áo Penya Barcelonista Sant Celoni, một câu lạc bộ do người hâm mộ của câu lạc bộ La Liga Barcelona sở hữu. Anh gia nhập Barcelona vào mùa giải 2013–14 và trải qua thời gian đào tạo tại học viện La Masia. Vào tháng 6 năm 2023, anh được triệu tập lần đầu tiên vào đội một trước các trận đấuagiao hữu trước mùa giải  với Celta de Vigo và câu lạc bộ bóng đá Nhật Bản Vissel Kobe. Guiu đã chơi trận ra mắt không chính thức cho Barcelona trong trận đấu gặp Vissel Kobe khi vào sân thay Robert Lewandowski sau hiệp một.
Vào ngày 11 tháng 10 năm 2023, Guiu một lần nữa được triệu tập vào đội hình chính cho trận đấu La Liga gặp Granada mặc dù anh không góp mặt trong trận đấu. Cùng tháng đó, anh được tờ báo Anh The Guardian vinh danh là một trong những cầu thủ sinh năm 2006 xuất sắc nhất thế giới. Vào ngày 22 tháng 10, Guiu có trận ra mắt chuyên nghiệp cho đội một với tư cách là cầu thủ dự bị ở phút thứ 79 và ghi bàn thắng quyết định sau 23 giây với cú chạm bóng thứ hai trong chiến thắng 1–0 trước Athletic Bilbao. Anh trở thành cầu thủ ghi bàn trẻ nhất và nhanh nhất cho Barcelona ở La Liga khi mới tuổi 17 và 291 ngày.
Guiu chơi trận ra mắt Champions League ba ngày sau đó trong chiến thắng 2–1 trước Shakhtar Donetsk khi vào sân thay người cho João Félix tại phút thứ 75. Anh ghi bàn đầu tiên cho Barcelona tại Champions League vào ngày 13 tháng 12 trong trận thua 3–2 trước Royal Antwerp.

### Chelsea
Vào ngày 1 tháng 7 năm 2024, Guiu gia nhập và ký hợp đồng có thời hạn 5 năm với câu lạc bộ Chelsea tại Premier League với trị giá 6 triệu euro. Anh ra mắt trong màu áo Chelsea khi được thay vào sân trong hiệp hai trong trận thua 0–2 trước Manchester City vào ngày thi đấu đầu tiên của mùa giải 2024–25. Vào ngày 19 tháng 12, Guiu đã ghi hat-trick đầu tiên trong sự nghiệp trong hiệp một trước Shamrock Rovers trong chiến thắng 5–1 trong trận đấu cuối cùng của vòng đấu hạng UEFA Conference League 2024–25.

#### Cho mượn tại Sunderland
Vào ngày 6 tháng 8 năm 2025, Guiu gia nhập câu lạc bộ mới thăng hạng và cũng là câu lạc bộ Ngoại hạng Anh Sunderland theo dạng cho mượn trong một mùa giải.

## Sự nghiệp quốc tế
Guiu đã từng đại diện cho Tây Ban Nha cho các đội U-17 và U-19.
Vào tháng 5 năm 2023, anh được triệu tập vào đội hình U-17 Tây Ban Nha để tham dự Giải vô địch U-17 châu Âu 2023. Trong giải đấu đó, anh trở thành vua phá lưới giải đấu với bốn bàn thắng cùng với Paris Brunner, Robert Ramsak và đồng đội Lamine Yamal. Vào tháng 11 năm 2023, anh đại diện cho U-17 Tây Ban Nha tại Giải vô địch bóng đá U-17 thế giới 2023 và ghi hai bàn.

## Phong cách chơi
Huấn luyện viên trẻ của Barcelona, Iván Carrasco, mô tả Guiu là một tiền đạo "số 9 cổ điển". Ông Carrasco coi Guiu là một chuyên gia trong lĩnh vực này và là một người có khả năng khai thác sức mạnh thể chất của chính mình. Bên cạnh đó, Guiu cũng được so sánh với Samuel Eto'o. Anh có lối chơi bóng cao, tốc độ, sức mạnh và tỷ lệ làm việc tốt. Chuyên gia bóng đá Tây Ban Nha Guillem Balagué mô tả Guiu là một tiền đạo được biết đến thông qua sự hiệu quả cao trong vòng cấm.

## Thống kê sự nghiệp

### Câu lạc bộ
Tính đến 24 tháng 6 năm 2025
| Câu lạc bộ          | Mùa giải            | Giải vô địch        | Giải vô địch | Giải vô địch | Cúp quốc gia | Cúp quốc gia | Cúp Liên đoàn | Cúp Liên đoàn | Châu lục | Châu lục | Khác | Khác | Tổng cộng | Tổng cộng |
| Câu lạc bộ          | Mùa giải            | Hạng đấu            | Trận         | Bàn          | Trận         | Bàn          | Trận          | Bàn           | Trận     | Bàn      | Trận | Bàn  | Trận      | Bàn       |
| ------------------- | ------------------- | ------------------- | ------------ | ------------ | ------------ | ------------ | ------------- | ------------- | -------- | -------- | ---- | ---- | --------- | --------- |
| Barcelona Atlètic   | 2023–24             | Primera Federación  | 13           | 4            | —            | —            | —             | —             | —        | —        | 4    | 2    | 17        | 6         |
| Barcelona           | 2023–24             | La Liga             | 3            | 1            | 2            | 0            | —             | —             | 2        | 1        | 0    | 0    | 7         | 2         |
| Chelsea             | 2024–25             | Premier League      | 3            | 0            | 1            | 0            | 1             | 0             | 9        | 6        | 2    | 0    | 16        | 6         |
| Sunderland (mượn)   | 2025–26             | Premier League      | 0            | 0            | 0            | 0            | 0             | 0             | —        | —        | —    | —    | 0         | 0         |
| Tổng cộng sự nghiệp | Tổng cộng sự nghiệp | Tổng cộng sự nghiệp | 19           | 5            | 3            | 0            | 1             | 0             | 11       | 7        | 6    | 2    | 40        | 14        |

1. ↑  Bao gồm Copa del Rey và FA Cup
2. ↑  Bao gồm EFL Cup
3. ↑  Số lần ra sân tại play-off Primera Federación
4. ↑  Số lần ra sân tại UEFA Champions League
5. ↑  Số lần ra sân tại UEFA Conference League
6. ↑  Số lần ra sân tại FIFA Club World Cup

## Danh hiệu

### Câu lạc bộ
Chelsea
- UEFA Conference League: 2024–25
- FIFA Club World Cup: 2025